# Kropka nad i (program)
Kropka nad i – polski program publicystyczny prowadzony przez Monikę Olejnik, nadawany od 3 października 1997 do 18 czerwca 2003, najpierw w TVN, a potem w TVN24, i ponownie od 11 września 2006 na antenie TVN24.
Program przyniósł sławę jego autorce, będącej symbolem dociekliwego i agresywnego dziennikarstwa, a także ciętego języka. Monika Olejnik określa swój program jako „wolne media”.

## Historia programu
Wydanie premierowe zostało nadane 3 października 1997 na antenie TVN. Program początkowo emitowany był od poniedziałku do piątku w nieregularnych godzinach wieczornych (od godziny 22:45 do po północy). Od początku główną prowadzącą była Monika Olejnik, natomiast współprowadzącym był Bogdan Rymanowski (przyjmując założenie, że Olejnik prowadzi program od poniedziałku do środy, natomiast Rymanowski w czwartki i piątki). W późniejszym okresie zrezygnowano z emisji piątkowych ze względu na filmowy cykl Superkino. Ostatecznie pora emisji ustabilizowała się po wieczornych Faktach, około godziny 23:00.
W 2001 zdecydowano o przesunięciu programu na godzinę 19:30, nadawanie go od poniedziałku do piątku i zmianie współprowadzącego – Bogdana Rymanowskiego zastąpił Tomasz Sekielski, który prowadził piątkowe wydania. W 2002 postanowiono przywrócić wieczorne nadawanie programu na antenie TVN (w dotychczasowym czasie nadawania ruszył magazyn interwencyjny Uwaga!), natomiast sam program zaczęto emitować na żywo o godzinie 20:15 na antenie TVN24.
W 2003 program został zdjęty z anteny, a Monice Olejnik przedstawiono propozycję prowadzenia cotygodniowego programu publicystycznego, której jednak nie przyjęła. Dziennikarka skorzystała z propozycji pracy w TVP1, gdzie dostała możliwość prowadzenia podobnego w formule programu Prosto w oczy. Kłopoty przy ustaleniu godziny emisji w nowej ramówce spowodowały jego zakończenie w TVP1 i powrót do programu Kropka nad i (podobnie jak Prosto w oczy, całkowicie autorskiego i bez współprowadzącego), jednak w przeciwieństwie do tamtych programów zapraszany jest jeden lub dwóch najważniejszych w danym dniu polityków. Program ten jest ponownie emitowany od 11 września 2006 od poniedziałku do czwartku w TVN24 o godzinie 20:00 i trwa około 20 minut.
26 czerwca 2007 Kropkę nad i nadano pierwszy raz spoza studia. Było to w czasie protestu pielęgniarek przed Kancelarią Premiera na Alejach Ujazdowskich. 15 października 2008 program znów został nadany spoza studia. W związku z rozpoczynającym się wtedy spotkaniem Rady Europejskiej specjalne wydanie zrealizowano w Brukseli (gościem był wtedy prezydent Lech Kaczyński).

## Oglądalność
Średnia oglądalność programu w 2015 roku wyniosła 490 tysięcy widzów, zaś w sezonie 2019/2020 to około 720 tysięcy widzów, dzięki czemu stacja TVN24 w czasie emisji była liderem wśród stacji informacyjnych.
W sezonie 2022/2023 emisję programu na antenach TVN24 i TVN24 BiS oglądało średnio 820 tys. widzów (654 tys. w TVN24 oraz 164 tys. w TVN24 BiS).